# Андекська династія

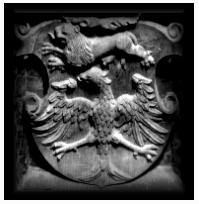
Герб графів Андекських

Андекська династія (нім. Andechser) — шляхетський рід, що домінував у Європі у другій половині XII—початку XIII століть. Отримав назву за родовим замком Андекс в Баварії.
Представники Андекської династії володіли значними землями у Верхній Баварії, Франконії, Тіролі, займали престоли маркграфства Істрія (1171—1230), патріархату Аквилеї (1218—1251), герцогства Меранського (1180—1248) й пфальцграфства Бургундського (1208—1248).

## Походження
Походження роду Андексів остаточно не встановлено. Згідно з однією з версій, їхнім пращуром був Бертольд II, граф Діссен (помер 1060), онук Бертольда I (помер 960), пфальцграфа Баварського з дому Луїтпольдингів. За іншою легендою, перші графи Андекські вели походження від карантанських правителів Істрії з дому Рапото. Ще одна теорія виводить походження Андексів від графа Рассо, що правив у Верхній Баварії в середині X століття.
На самому початку XII століття більша частина Верхньої Баварії вздовж річок Амтер, Ізар та Інн входила до складу графства Діссен, центром якого був однойменний замок на південний схід від озера Аммерзе. У 1132 році замок Діссен було передано церкві, а само графство приблизно у цей же час було розділено між двома братами — Оттоном II, що успадкував східні області з центром у Вольфратсхаузені, і Бертольдом II, який обрав своєю резиденцією абатство Андекс і став засновником лінії Діссен-Андекс.

## Графи Діссен-Андекс

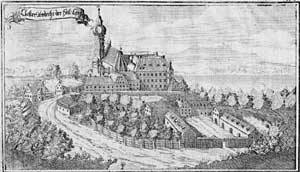
Середньовічне зображення замку Андекс

Завдяки своєму шлюбу із спадкоємицею роду Формбах, Бертольд II (помер 1151) став власником значних земельних володінь у Східній Франконії (майбутній Верхній Пфальц). Перша дружина Бертольда II походила з роду маркграфів Істрії, що дало можливість його синам висунути претензії на це князівство. Старший син Бертольда граф Поппо помер 1148 року у Константинополі під час хрестового походу до Святої землі. Його молодший брат Отто став 1165 року єпископом Бріксену, а 1177 року єпископом Бамбергу. Він відігравав значну роль у боротьбі між імператором Священної Римської імперії і папою римським і за свою підтримку імператора Фрідріха I отримав титул герцога Франконії.
По смерті Бертольда II 1151 року його володіння успадкував середній син графа Бертольд III (1122—1188). У 1177 році, після смерті маркграфа Істрії з династії Спанхеймів, Бертольд III приєднав Істрію й землі в Крайні до своїх володінь, ставши таким чином одним з найвпливовіших феодалів південно-східних кордонів імперії.

## Герцоги Меранські
Син і спадкоємець маркграфа Бертольда Бертольд IV (1153—1204) отримав у 1180/1183 році титул герцога Меранського (від нім. Meer — море) із землями навколо приморського міста Рієка. Об’єднавши під своєю владою величезні території від Істрії до Франконії Бертольд IV став центральною фігурою у політичному житті південної Німеччини на межі XII—XIII століть. За нього Андекська династія досягла свого зеніту. Бертольд IV був одним з найближчих соратників імператора Генріха VI, брав участь у його вторгненнях до Італії й Третьому хрестовому поході.
Серед вісьмох дітей герцога Бертольда — Агнеса Меранська, Королева Франції, дружина Філіпа II Августа; Гертруда, Королева Русі; Свята Ядвіга Адекська; Екберт, єпископ Бамбергу, і Бертольд V, патріарх Аквілеї. Старший син Бертольда IV Оттон I (помер 1234) успадкував 1204 року володіння свого батька, а, одружившись 1208 року з Беатрисою Гогенштауфен, спадкоємицею пфальцграфства Бургундського, приєднав до своїх володінь Франш-Конте. Але того ж року Оттон і його брат Генріх взяли участь в організації вбивства німецького короля Філіпа Швабського, за що на них було накладено опалу й вони втратили Істрію. Лише 1215 року істрійські володіння були повернені Оттону I. У період правління Оттона центр Меранського герцогства перемістився до Тіролю, де 1234 року було засновано нове місто Інсбрук, що став невдовзі адміністративним центром цієї області.

## Кінець династії
Оттон II (1208—1248), син і спадкоємець Оттона I,  зіткнувся із значними проблемами у своїх володіннях в Бургундії та Франконії, на які висували претензії сусідні держави. В Тіролі йому протистояли єпископи Бріксена і Тренту, що змусило герцога піти на династичний союз з невеликим Тірольським графством, уклавши 1234 року угоду про спільні дії проти єпископів і спадкування володінь Оттона графами Тіролю. Оттон II не мав дітей і 1248 року з його смертю перервалась чоловіча лінія Андекської династії. Володіння герцогів Меранських було розділено між дальніми родичами Андексів: Істрія відійшла до патріарха Аквілейського, північно-тірольські землі з Інсбруком — графам Тіролю, Кобург — графам Геннебергу, Східна Франконія — графам Орламюнде, Верхня Баварія — герцогам Баварії з дому Віттельсбахів, Крайна — герцогам Каринтії, Ліхтенфельс було приєднано до єпископства Бамберг, а Франш-Конте знову стала незалежною під владою Оттона II Адельгейди.
Андекській династії не вдалось створити міцне державне утворення зі своїх володінь, розкиданих усією південно-східною Німеччиною. Цього змогли досягти їхні наступники, що збільшили свої землі за рахунок колишніх володінь Андексів, — Віттельсбахи і графи Тірольські. Однак, правління герцогів Меранських лишило помітний слід в історії регіону. На їх час припав початок бурхливого розвитку Тіролю й пік економічного і політичного впливу Істрії.

## Список графів Андекських і герцогів Меранських
| Правитель                           | Роки правління | Титули                                                                                |
| ----------------------------------- | -------------- | ------------------------------------------------------------------------------------- |
| Графи Андекські                     |                |                                                                                       |
| Бертольд II                         | 1130-е—1151    | граф Діссена, Плассенберга (Східна Франконія) і Штейну (Крайна)                       |
| Бертольд III                        | 1151—1188      | маркграф Істрії (c 1177), граф Плассенберга і Крайни                                  |
| Герцоги Меранські                   |                |                                                                                       |
| Бертольд IV                         | 1180—1204      | маркграф Істрії та Крайни, граф Плассенберга і Андекса                                |
| Оттон I тж. Оттон ІІ Бургундський   | 1204—1234      | пфальцграф Бургундії (під іменем Оттон ІІ) (1208-1231), граф Плассенберга і Андекса   |
| Генріх VI                           | 1204—1208      | маркграф Істрії та Крайни                                                             |
| Оттон II тж. Оттон ІІІ Бургундський | 1234—1248      | пфальцграф Бургундії (з 1231), маркграф Істрії та Крайни, граф Плассенберга і Андекса |